# 955型核潜艇
955型核潜艇（俄語：Подводные лодки проекта 955）也称“北风之神”级核潜艇（俄語：Борей，意为希腊神话中的北风之神玻瑞阿斯），是德爾塔级核潜艇和台风级核潜艇的后继型，由俄罗斯红宝石设计局设计，在俄羅斯潛艦技術劃分內為第四代弹道导弹潜艇。北風之神級潛艦計畫替代前蘇聯時代研製的第三代核子動力彈道導彈潛艦，成為俄羅斯海軍的核子戰略打擊主力。排水量達24,000噸的「北風之神」是世界上第二大的潛艦，僅次於蘇聯時期建造的「颱風级」，她的對手美軍「俄亥俄級」則以18,750噸排第三。
955型為目前俄羅斯潛艦製造工藝的最佳結晶，性能上聲稱較當前服役的核子動力彈道飛彈潛艦都來得優越。北風之神潛艦的研製共耗费了6000亿卢布。艇长170米，宽13.5米，吃水10.5米，水面排水量1.7万吨，最高航速29节。单轴泵推进，装备16發射程一萬公里的R-30圆锤导弹。由于俄罗斯不像美国那样在全球分布有海外军事基地和远洋舰队为潜艇提供掩护，因此更强调潜艇本身的性能，潜深比俄亥俄級大1倍，所载弹道导弹数量却为后者2/3，把空間騰出來給官兵和設備享用，长时间隐藏在水下枕戈待旦。
俄羅斯國防部發言人伊戈爾·柯納申科夫于2014年11月28日宣佈，俄國的「北風之神」955型核潛艦「亞歷山大·涅夫斯基」號當天在北極巴倫支海成功試射了一枚布拉瓦洲際導彈。該枚導彈在從水下潛射升空後參數正常；目標控制數據顯示，導彈彈頭成功抵達堪察加半島的庫拉試驗場。據了解，俄國另一艘「北風之神」核潛「尤里·多爾戈魯基」號亦在10月29日成功從巴倫支海向庫拉試驗場試射了一枚R-30圆锤彈道導弹；該次發射是「北風之神」第一次完整載荷16枚「圓錘」，此前的多次試射均只搭載一枚彈頭。2018年「北風之神」完成了4发连射「圓錘」试验，随后两者于当年6月通过整合验收。

## 历史

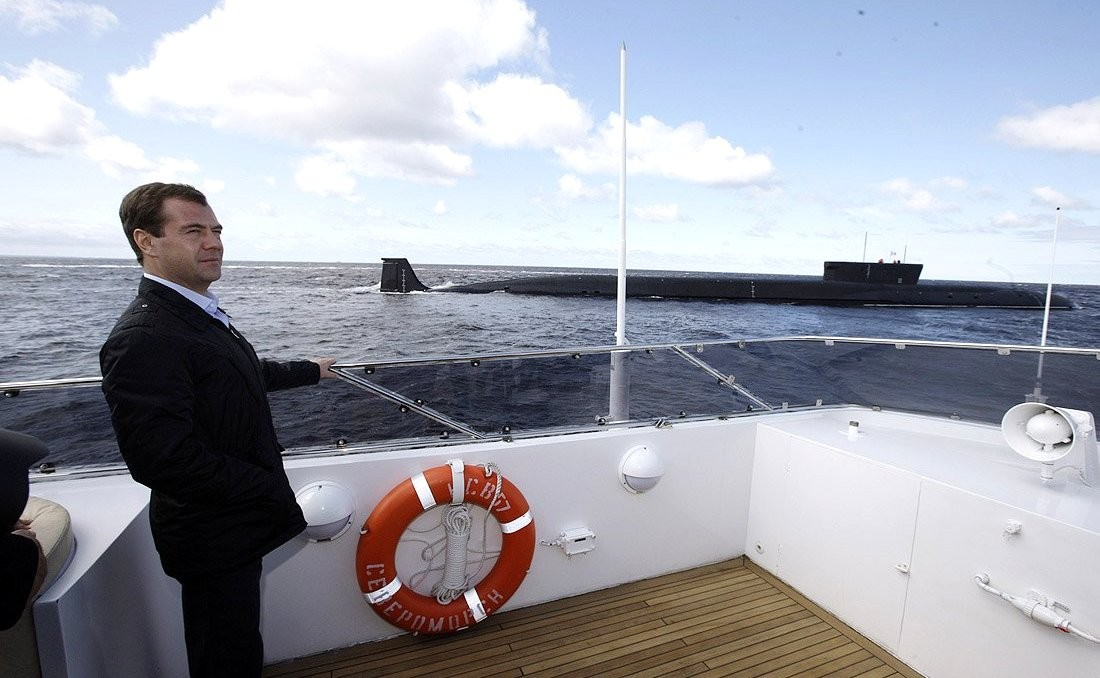
俄羅斯前總統德米特里·梅德韦杰夫和尤里·多尔戈鲁基号
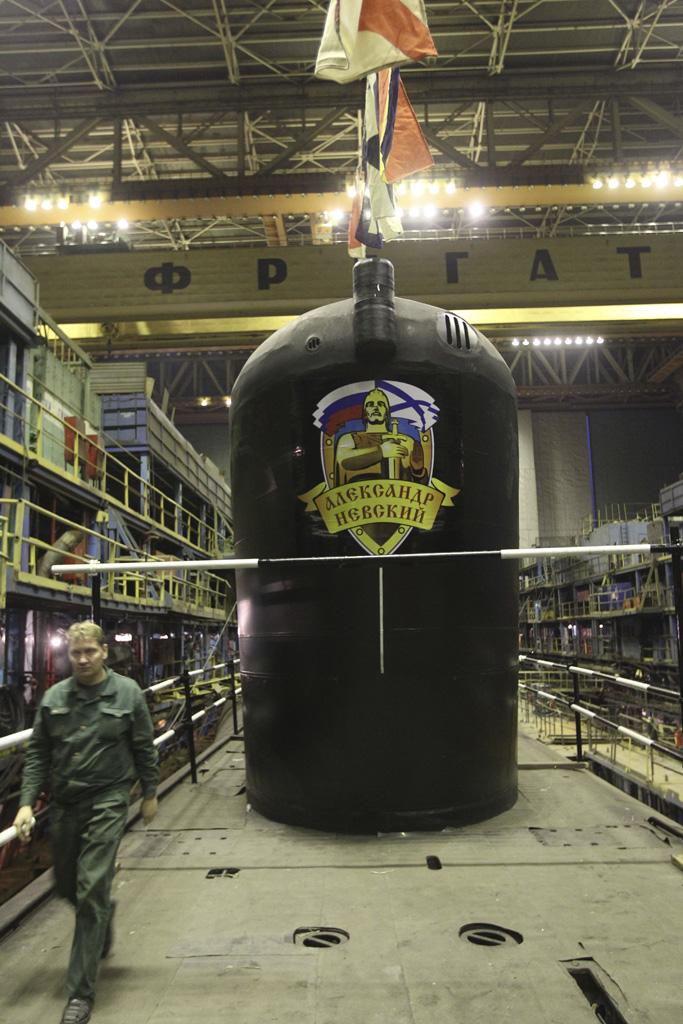
帆罩
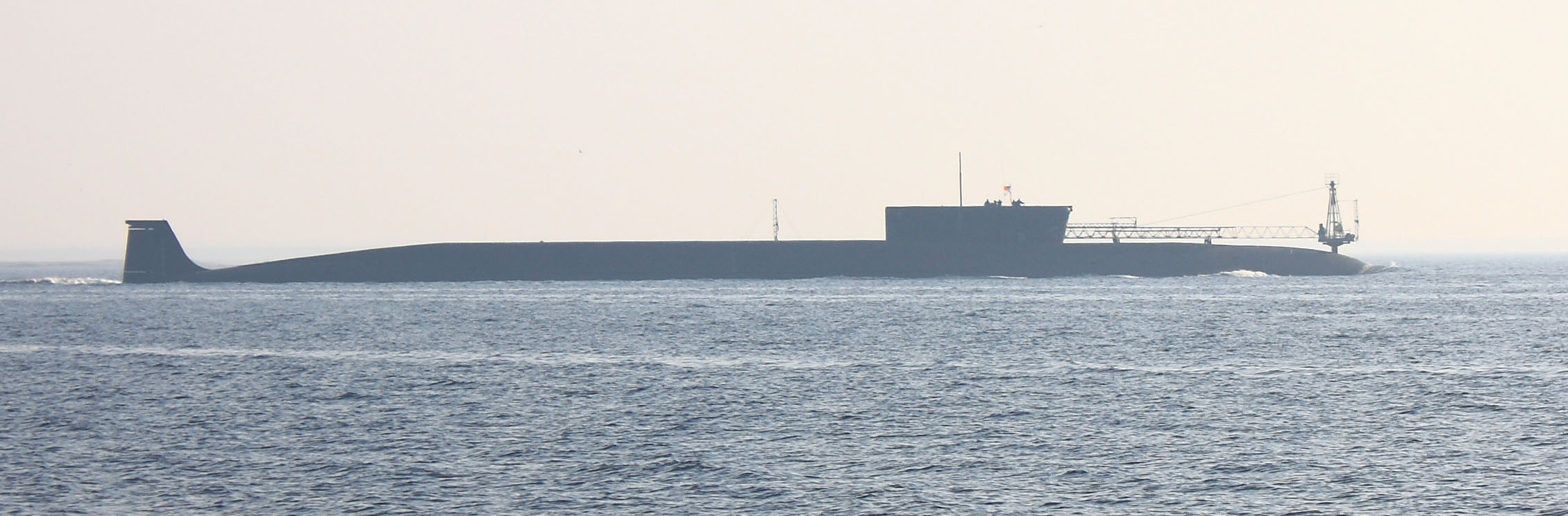
K-535尤里多尔戈鲁基号

北风之神级在1980年代中期起由紅寶石設計局研製，称为Project 955，同时还有个竞争项目称为935，该计划后来被取消。苏联解体后，改进自台风级潜艇配套的R-39（SS-N-20）的新型潜射弹道导弹R-39UTTH（SS-NX-28）由于过于庞大导致早期设计的潜艇吨位也居高不下，不适合当代需求而下马；取而代之的是体积和吨位与Trident II接近的R-30圆锤导弹，于是该级潜艇被重新设计以适应新的导弹，并在北德文斯克造船厂建造。
首舰尤里·多尔戈鲁基号核潜艇（以尤里·多尔戈鲁基命名）在1996年開工，原訂在2002年下水。在1998年決定中止研發配套運用的R-39M洲際彈道飛彈，更換成自SS-27改造為潛射型的R-30洲際彈道飛彈後，設計局耗費相當多的時間重新設計，故首艦在2007年4月15日才大致完成，但下水仍延到2008年2月12日；该艇到三号艇弗拉迪米尔-莫诺马赫号为止都用了未完成的971型阿库拉级的艇体段。
同时圆锤同樣陷入研發延宕，由于圆锤多次试射失败，有分析认为该艇上当时装备的是德尔塔IV上使用的体积较小的R-29RMU液体燃料弹道导弹暂时代替圆锤。圆锤导弹经历数次失败后，2011年11月23日从尤里多尔戈鲁基号上两发齐射实验获得成功。2013年1月10日，尤里多尔戈鲁基号已正式交付俄罗斯海军服役，第二艘亚历山大·涅夫斯基号核潜艇2013年正式服役。2013年1月18日俄罗斯北方机械制造厂发布公告，第三艘北风之神级战略核潜艇弗拉基米尔·莫诺马赫号开始系留测试。2013年9月12日，以拍摄北方舰队照片见长的俄知名博主、摄影家奥列格·库列绍夫发表博文透露，“弗拉基米尔·莫诺马赫”号已于当天出海进行首次航行试验。至於第四艘至第十艘战略核潜艇，称为955A型。

## 声纳
亞森级用的MGK-600系统改进后装到北风之神级上的称为MGK-600B。在2006年和2007年，俄国防部两次要求对国产声纳和欧产声纳进行对比测试，都被俄海军拒绝。2009年7月2日，梅德韦杰夫视察尤里·多尔戈鲁基号时陪同的威茨基海军总司令提到了这个问题，梅德韦杰夫说“你去告诉他们，如果改进不了就买外国货”。

## 导弹
原设计方案携带12枚Р-39УТТХ“三桅帆船”洲际弹道导弹，该导弹改进自台风级Р-39“鲟鱼”洲际导弹，发射重量84吨，荷载3吨情况下射程大于9000公里，该导弹先后进行了3次失败的发射而被中止，新的固体潜射弹道导弹转到莫斯科热力工学院进行。
R-30圆锤导弹重37吨，荷载1.15吨情况下射程大于8300公里，可装备机动弹头，由于采用了较小的导弹，该舰载弹量上升到16发。有消息称955A型将进一步提升到20发， 但仍然只搭载16发。。

## 同型各艦
| 编号   | 舰名                    | 开工日期       | 下水日期       | 服役日期       | 服役舰队   | 备注               |
| 955型  | 955型                   | 955型          | 955型          | 955型          | 955型      | 955型              |
| ------ | ----------------------- | -------------- | -------------- | -------------- | ---------- | ------------------ |
| K-535  | “尤里·多尔戈鲁基”号     | 1996年12月     | 2008年2月      | 2013年1月10日  | 北方舰队   | 955首舰，服役中    |
| K-550  | “亞历山大·涅夫斯基”号   | 2004年3月      | 2011年1月      | 2013年12月23日 | 太平洋舰队 | 955二号舰，服役中  |
| K-551  | “弗拉基米尔·莫诺马赫”号 | 2006年3月      | 2012年12月     | 2014年12月19日 | 太平洋舰队 | 955三号舰，服役中  |
| 955A型 |                         |                |                |                |            |                    |
| K-549  | “弗拉基米尔大公”号      | 2012年7月30日  | 2017年11月17日 | 2020年6月12日  | 北方舰队   | 955A首舰，服役中   |
| K-552  | “奥列格大公”号          | 2014年7月27日  | 2020年7月16日  | 2021年12月21日 | 太平洋舰队 | 955A二号舰，服役中 |
| K-553  | “苏沃洛夫大元帅”号      | 2014年12月26日 | 2021年12月25日 | 2022年12月29日 | 太平洋舰队 | 955A三号舰，服役中 |
| K-554  | “亚历山大三世皇帝”号    | 2015年12月18日 | 2022年12月29日 | 2023年12月11日 | 太平洋舰队 | 955A四号舰，服役中 |
| K-555  | “波扎尔斯基大公”号      | 2016年12月23日 | 2024年2月3日   | 2025年7月24日  | 北方舰队   | 955A五號艦，服役中 |
|        | 德米特里·顿斯科伊号     | 2021年8月31日  |                | 2028年         | 北方舰队   | 建造中             |
|        | 波将金大公号            | 2021年8月31日  | 2025年         | 2026年         | 北方舰队   | 建造中             |
|        |                         | 2023年         |                |                | 太平洋舰队 | 建造中             |
|        |                         | 2023年         |                |                | 北方舰队   | 建造中             |

尤里·多尔戈鲁基暂服役于北方舰队，未来可能转入太平洋舰队。

## 相关图集

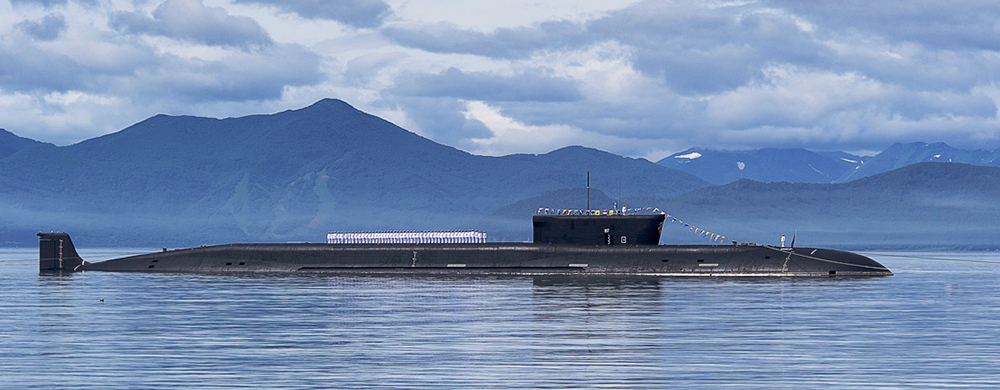
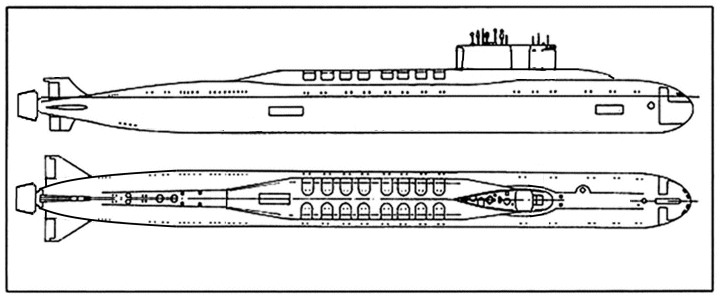

### 引用
1. ↑  . 亚太日报. 2013-12-23. （原始内容存档于2013-12-24）.
2. 1 2 3  岳连国. . 新华网. 2007-04-15. （原始内容存档于2007-04-20）.
3. ↑  「写真特集 世界の戦略原潜2011」『世界の艦船』751集（2011年12月号）海人社
4. ↑  . www.paralay.com.   [2014-02-03]. （原始内容存档于2015-02-22）.
5. ↑  Korabli VMF SSSR, Vol. 1, Part 2, Yu. Apalkov, Sankt Peterburg, 2003, ISBN 5-8172-0072-4
6. ↑  . military.tomsk.ru.   [2012-05-25]. （原始内容存档于2012-05-16）.
7. ↑  . 2008-10-26  [2012-05-24]. （原始内容存档于2008-10-26）.
8. ↑  .   [2012-05-25]. （原始内容存档于2012-10-11）.
9. ↑  Sputnik. . en.rian.ru.   [2012-05-27]. （原始内容存档于2012-01-08）.
10. ↑  Sputnik. . en.rian.ru.   [2013-03-24]. （原始内容存档于2013-04-17）.
11. ↑  . navy.81.cn.   [2012-12-31]. （原始内容存档于2013-10-05）.
12. ↑  .   [2013-01-19]. （原始内容存档于2013-10-07）.
13. ↑  李智. . military.china.com.cn.   [2013-10-02]. （原始内容存档于2014-01-12）.
14. 1 2 3  アンドレイ・V・ポルトフ「注目の新型戦略原潜「ボレイ」型」『世界の艦船』712集（2009年10月号）海人社
15. ↑  . old.vdvsn.ru.   [2013-10-02]. （原始内容存档于2013-10-05）.
16. ↑  . РИА Новости. 2013-02-20. （原始内容存档于2013-10-21）.